# Сосновка (Погребищенский район)
Сосновка (укр. Соснівка) — село на Украине, находится в Погребищенском районе Винницкой области.
Код КОАТУУ — 0523488203. Население по переписи 2001 года составляет 213 человек. Почтовый индекс — 22211. Телефонный код — 4346.
Занимает площадь 0,144 км².

## Адрес местного совета
22210, Винницкая область, Погребищенский р-н, с. Ширмовка, ул. Трудовая, 34

## Известные жители
- Заграй, Николай Петрович (1951) — российский учёный, специалист в области нелинейной акустики, доктор технических наук, профессор ТРТИ, создатель и первый хранитель мемориальной квартиры Фаины Раневской в Таганроге.